# Just Like a Woman (Lied)
Just Like a Woman ist ein Lied von Bob Dylan, das dem Genre des Folk-Rock zugerechnet wird. Das Stück wurde von Bob Johnston produziert und ist erstmals im Juni 1966 auf Dylans siebentem Studioalbum Blonde on Blonde erschienen. Auf dem Album ist das Lied der achte Track. Die Nummer erschien (in gekürzter Fassung) im August 1966 auch als Single, wobei diese in den Billboard-Charts nicht gut lief; sie stieg nur bis Platz 33.
Just Like a Woman gilt allerdings als einer der besten Songs, die Bob Dylan in seiner über fünfzigjährigen Karriere geschrieben und aufgenommen hat. Der Rolling Stone setzte ihn in seiner Liste der zehn größten Songs von Bob Dylan hinter Stücken wie Tangled Up in Blue und Like a Rolling Stone auf Platz 4. Die Zeitschrift Mojo listet ihn auf Platz 10 der 50 besten Songs von Bob Dylan. In der Liste des Uncut der 40 besten Dylan-Songs belegte es Rang 19.
Außerdem listet der Rolling Stone Just Like a Woman auf Platz 232 der 500 besten Songs aller Zeiten. Der Song, der von Bands und Solokünstlern wie The Byrds, Manfred Mann, Joe Cocker, Jeff Buckley, Van Morrison, Rod Stewart oder auch Gregg Allman gecovert wurde, gehörte auch zu den Stücken, die Dylan 1971 beim Konzert für Bangladesch gespielt hat.

## Entstehung
Über die Entstehung und Inspiration des Stücks ist über Jahrzehnte hinweg viel spekuliert worden, da sich Dylan nicht näher zu dem Song geäußert hat. Er hat immerhin bestätigt, dass er den Text an Thanksgiving 1965, also drei Tage nach seiner Hochzeit mit Sara Lowndes geschrieben hat. Der Song wurde im Country-Mekka Nashville aufgenommen; begleitet wurde Dylan – mit Ausnahme von Al Kooper – von lokalen Studiomusikern. Das Mastertake des Songs wurde am 8. März 1966 aufgenommen.

## Besetzung
- Bob Dylan – Gesang, Mundharmonika, Gitarre (?)
- Charlie McCoy – Gitarre
- Joe South – Gitarre
- Wayne Moss – Gitarre
- Henry Strzelecki – Bass
- Hargus „Pig“ Robbins – Klavier
- Al Kooper – Orgel
- Kenny Buttrey – Schlagzeug

## Musik und Text
Musikalisch ist Just Like a Woman ein Folksong, der fast komplett akustisch gespielt wird (mit Ausnahme der E-Gitarren). Ein sehr aggressives Schlagzeugspiel von Kenny Buttrey bringt das Stück jedoch in Richtung Rock ’n’ Roll. Das Lied ist ein Beispiel für die Kreuzung von Folk- und Rockmusik. Durchgehend wird Dylan von einer gepickten Nylongitarre und Klavier/Orgel begleitet. Es endet mit einem fast einminütigen Mundharmonika-Solo von Dylan.
Der Text ist ambivalent. In ihm drückt das lyrische Ich größte Bewunderung, schließlich aber auch Abneigung, Enttäuschung und Bedauern gegenüber einer Frau aus, die in all ihren Attributen ganz wie eine Frau ist, im Moment der Trennung aber wie ein kleines Mädchen zerbrechen würde. Der Rolling Stone schrieb, Just Like a Woman sei als Rache geschrieben, gesungen aber wie ein Bedauern.
In der ersten Strophe beschreibt Dylan offenbar die Situation nach einer Trennung. Der Erzähler steht im Regen, während sie mit neuer Kleidung im Trockenen ist, aber das sei in Ordnung, denn niemand fühle Schmerz (Nobody feels any pain, erste Zeile des Songs). Dennoch ist das perfekte Bild der Frau gestört, denn ihre Bänder und Schleifen sind auf den Boden gefallen (But lately I see her ribbons and her bows // Have fallen from her curls). In der zweiten Strophe wird Dylan als Erzähler bereits drastischer. Die High Society wird in ihrer Oberflächlichkeit kritisiert und der besungenen Frau wird vorgeworfen, trotz all ihres Rauchs, ihrer Perlen und ihres Amphetamins ganz genau wie der ganze Rest zu sein. Es folgt eine Bridge, die eine andere Melodie und Akkordfolge hat. Sie ist lyrisch und musikalisch eng mit der dritten und letzten Strophe verbunden. Die Beziehung begann im Regen und schmerzte sehr, weil es ihm unmöglich erschien, sich weiter in diesen Kreisen zu bewegen. Er sah dabei den Entschluss zur Trennung. Er geht davon aus, dass man sie später als Freunde wieder einander vorstellen wird, doch er bittet sie darum, nicht zu verraten, dass sie sich bereits von früher kennen. Er sei hungrig gewesen und es sei ja immerhin ihre Welt. Der letzte Refrain beginnt nicht mit She takes just like a woman, sondern mit Ah, you fake just like a woman – sie täusche also ganz genau so vor wie eine Frau.
Wen Bob Dylan bei Just Like a Woman genau besingt und ob es überhaupt ein klares Vorbild für die Frau im Text gibt, ist in der Musikwissenschaft häufig diskutiert, aber nie geklärt worden. Als mögliche Vorbilder gelten Frauen wie Edie Sedgwick oder auch Joan Baez. Auch eine Kombination aus mehreren Frauen erscheint Dylan-Fans möglich. Der Literaturkritiker Christopher Ricks meinte dazu:

“Everyone can understand the feelings and the relationship described in the song, so why does it matter if Dylan wrote it with one woman in mind?”

„Jeder kann die Gefühle und die Beziehung, die im Lied beschrieben werden, verstehen, warum also soll es eine Rolle spielen, ob Dylan dabei an eine bestimmte Frau gedacht hat?“

Ricks verweist damit auf den universellen Charakter von Lyrik und von Dylans Song im Besonderen.

## Vorwurf der Frauenfeindlichkeit
Dylans Song wurde vorgeworfen, frauenfeindlich zu sein. Alan Rinzler schrieb in seinem Buch Bob Dylan: The Illustrated Record, dass keiner seiner anderen Songs so hart mit einer ehemaligen Geliebten umspringe. Der Titel sei laut Dylan-Biograf Robert Shelton eine garstige Platitüde, die leicht den Zorn der Frauen heraufbeschwört.
Bill Janovitz verweist in seiner Kritik für Allmusic darauf, dass Dylan womöglich zwar am mentalen Zusammenbruch der Frau schuldig sei, sie ihn aber schwer getroffen habe und er offensichtlich in der Defensive sei. Janovitz schließt damit, dass es nicht misogyn sei, eine Beziehung aus der eigenen Sichtweise zu erzählen.
Die Diskussion in diesem Punkt hält jedoch weiter an.